# Dobrowody (rejon tarnopolski)
Dobrowody – wieś w rejonie tarnopolskim obwodu tarnopolskiego. Wieś liczy 1917 mieszkańców.  
We wsi zachowany krzyż wotywny z 1848, krzyż na rzecz trzeźwości z 1897 oraz cmentarz z 8 nagrobkami z polskimi napisami.  

## Historia
Założona w 1463 r. 
W II Rzeczypospolitej miejscowość była siedzibą gminy wiejskiej Dobrowody w powiecie zbaraskim województwa tarnopolskiego.    
W II Rzeczypospolitej wieś w powiecie zbaraskim województwa tarnopolskiego.
W lutym 1940 NKWD zesłało na Syberię 40 polskich rodzin (240 osób). W latach 1944–1945 nacjonaliści ukraińscy z OUN-UPA zamordowali tutaj 15 Polaków.
W czasie okupacji niemieckiej mieszkająca we wsi polska rodzina Dudarów udzielała pomocy Żydom. W 1987 roku Instytut Jad Waszem uhonorował Antoniego i Wiktorię Dudarów oraz ich córkę Stanisławę Szuber z d. Dudar tytułami Sprawiedliwych wśród Narodów Świata.
Do 2020 w rejonie zbaraskim.